# Cnidoscolus mitis
Cnidoscolus mitis är en törelväxtart som beskrevs av Francisco Javier Fernández Casas. Cnidoscolus mitis ingår i släktet Cnidoscolus och familjen törelväxter. Inga underarter finns listade i Catalogue of Life.